# Casa de la Congregació de la Puríssima Sang
La casa de la Congregació de la Puríssima Sang és un edifici situat a la plaça del Pi, 1 cantonada amb el carrer del Cardenal Casañas de Barcelona, catalogat com a bé cultural d'interès local.

## Història
Construït sobre l'antiga casa rectoral de l'església del Pi el 1542, data que apareix en un portal de pedra ornat amb escut i àngel, fou reformat el 1613, data que apareix aquest cop a l'escut sostingut per àngels a l'angle amb el carrer Cardenal Casañas. Segons també la llinda de fusta d'un altre portal, al costat de l'escut de la congregació es va reformar el 1789. Aquestes reformes evidencien l'aportació d'elements arquitectònics en diverses fases.
A inicis del segle xxi es va restaurar la façana destapiant uns dels arcs de la llotja i restaurant la fàbrica d'obra, els estucs i les pintures.

## Descripció
Consta de planta baixa i tres pisos. La façana principal té una composició d'obertures en tres eixos verticals a excepció d'un dels portals de planta baixa que queda descentrat. Les obertures de planta baixa tenen obertures rectangulars i la llinda del portal d'entrada té un escut heràldic esculpit en pedra. L'organització de les alçades dels forjats és força irregular, circumstància que queda reflectida en la façana en un balcó a nivell d'entresòl. Disposa d'una base de carreus irregulars i sobre aquesta es desenvolupa la resta de la façana amb un característica obra de fàbrica de pedra rejuntada amb la tècnica de l'encintat. Destaca en aquesta composició l'últim pis amb una renglera de finestres amb arc formant una llotja recolzada sobre una cornisa de gola també de pedra.
La façana més curta, la que correspon al carrer Cardenal Casañes, repeteix el mateix esquema mantenint la composició d'obertures reduint el nombre d'eixos verticals a un de sol i ajustant les finestres de la llotja a dues.
La teulada està formada per dues vessants que es troben perpendicularment a la cantonada. Aquestes vessants formen un ràfec pronunciat deixant veure les teules àrabs. El ràfec està sostingut per permòdols de fusta donant continuïtat a les bigues de coberta. Aquest ràfec és de construcció senzilla sense cap mena de decoració.
Cal destacar el delicat treball de la pedra que s'utilitza per crear els pocs elements escultòrics que presenta. Entre ells destaca un àngel que sosté un escut amb ornaments vegetals i un bucrani a la part baixa.
Un recurs visual força inusual apareix en la façana just a sota de la cornisa de la llotja. Es tracta d'una zona plana pintada en forma de perspectiva d'inspiració renaixentista que evoca una cornisa amb permòdols. Un observador situat al mig de la plaça podrà recrear la tercera dimensió d'aquesta pintura, ja que l'eix visual correspondrà amb el punt de vista de la perspectiva.
L'edifici pertany a un moviment arquitectònic que combina dues corrents; per una banda una estructura portant típica del gòtic català amb la llotja d'arcs recolzats en pilars i el domini del ple sobre el buit com trets més identificadors i per l'altre una aportació d'elements renaixentistes tardans concentrats en decoracions formals que no afecten a l'estructura general.